# Bioluminiscens

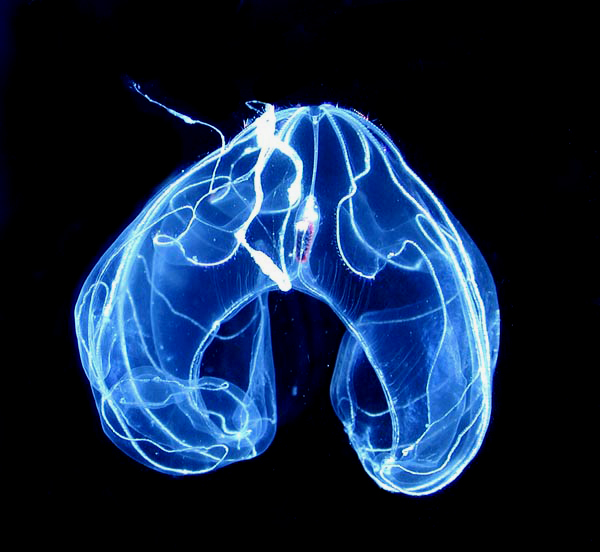
Kammaneten Bathocyroe fosteri.

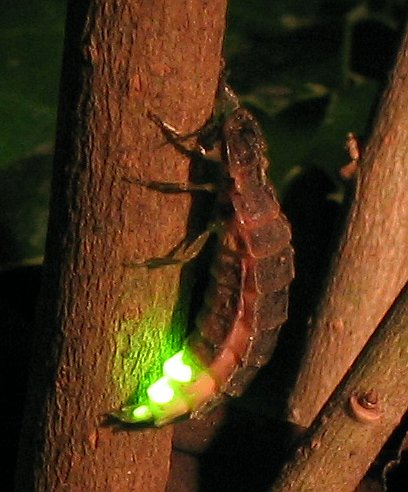
Hona av vanlig lysmask, Lampyris noctiluca.

Bioluminiscens (ett hybridord som har sitt ursprung i grekiskans βιος (bios), "liv" och latinets lumen, "ljus") betecknar produktion och utsändande av ljus hos levande organismer och kan betraktas som en naturligt förekommande form av kemoluminiscens, där energin från en biokemisk reaktion avges i form av ljus.  Bioluminiscenta organismer producerar dels ett pigment, luciferin, dels ett enzym, luciferas. Luciferinet oxideras av molekylärt syre (O2), eller i några fall av en reaktiv syreförening, och luciferaset katalyserar (d.v.s. möjliggör, eller åtminstone snabbar upp) denna reaktion. Ibland krävs förutom luciferas även kofaktorer som kalciumjoner (Ca2+), NADH eller ATP för att reaktionen skall kunna ske. Reaktionen kan ske antingen inom cellerna eller utanför dessa.
Bioluminicens förekommer hos många organismgrupper, exempelvis bakterier, svampar, radiolarier, dinoflagellater, nässeldjur, kammaneter, blötdjur (speciellt bläckfiskar), leddjur (speciellt lysräkor och insekter som  lysmaskar), samt fiskar (huvudsakligen djuphavsfiskar). En del av de djur som uppvisar luminiscens har symbiotiska bioluminiscenta bakterier, ofta i speciella lysorgan, och producerar inte ljuset själva.

## Egenskaper
Bioluminiscens är en typ av luminiscens, eller "kallt ljus" - mindre än 20% av "ljuset" är värmestrålning. Det skall inte förväxlas med fluorescens, fosforescens eller ljusbrytning.
Nittio procent av djuphavsorganismerna uppskattas vara bioluminiscenta på ett eller annat sätt. Huvuddelen av de havslevande organismernas emitterade ljus ligger i den blå till gröna delen av spektrumet, de våglängder som tränger längst genom havsvatten. Några arter fiskar i familjen Stomiidae producerar dock rött ljus och havsborstmaskar av släktet Tomopteris utsänder gult.
Men, om man bortser från haven, så är bioluminiscens ovanlig. Det mest bekanta exemplet är de skalbaggar som kallas lysmaskar och eldflugor, men även bland andra insekter (inklusive larver), ringmaskar, spindeldjur och till och med svampar har bioluminiscens konstaterats.
Vissa organismers bioluminscens är kraftigare (eller uppträder bara) nattetid och följer en dygnsrytm.

## Funktion

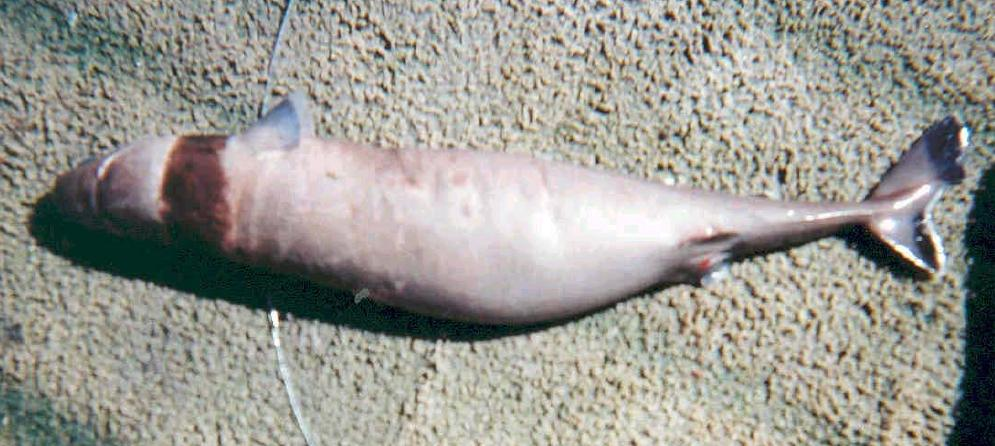
Den mörka halskragen hos en cigarrhaj tros fungera som lockbete.

Bioluminiscens fyller olika funktioner hos olika taxa (organismgrupper): 

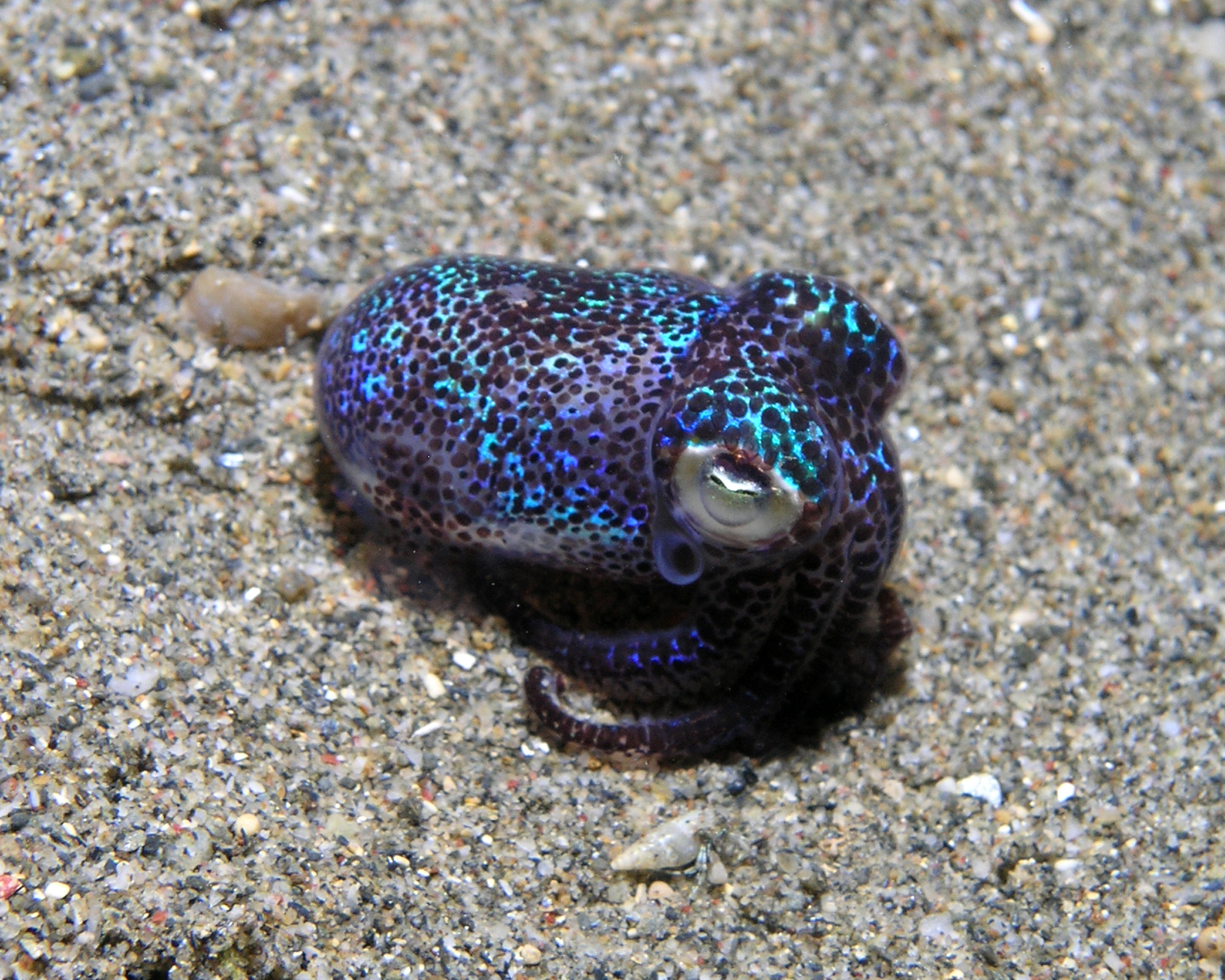
Euprymna berryi, en bläckfisk av ordningen Sepiolida, en av många tioarmade bläckfiskar med bioluminiscens - 63 av de tioarmade bläckfiskarnas 100 släkten innehåller bioluminiscenta arter.

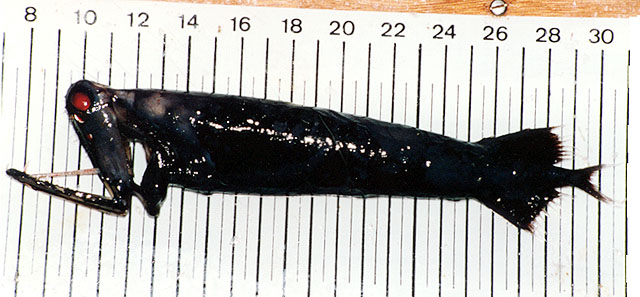
Malacosteus niger, en av de få fiskar i havet som producerar rött ljus. (Skalan är i cm.)

### Kamouflage
Hos vissa bläckfiskarter används bakterieluminiscens för att göra djurets undersida lika ljus som vattenytan ovanför när de ses underifrån. Dessa djur har ljuskänsliga organ som kontrollerar kontrasten för att skapa en optimal matchning som vanligen är skilda från de vävnader som innehåller de bioluminscenta bakterierna. Men hos en art, Euprymna scolopes, utgör bakterierna en del av det ljuskänsliga organet. Även fiskar uppvisar ett mönster hos ljusorganen sådant att undersidan är belyst, t.ex. många prickfiskar.

### Mimikry
Bioluminiscens används som bete för att locka till sig byte av många djuphavsfiskar, som exempelvis djuphavsmarulk. En maskliknade flik med lysorgan sitter på ett "metspö" (egentligen första strålen i ryggfenan) på huvudet och genom att vifta med denna lockar den till sig byten inom räckhåll för den stora munnen.
Cigarrhajen, som i stor utsträckning livnär sig på att bita stycken ur större fiskar, har undersidan täckt av lysorgan med undantag för en mörk halskrage. Denna mörka fläck tros fungera som lockbete genom att den ser ut som silhuetten av en liten fisk för större rovfiskar nedanför.
Dinoflagellater, som är små plankton, använder möjligen bioluminiscens som försvar mot predatorer. De lyser upp när de störs (även av t.ex. ett årblad - se mareld) och gör på så sätt angriparen synlig för predatorer högre upp i näringskedjan.
En sydamerikansk kackerlacka, Lucihormetica luckae, använder bioluminscens för att likna giftiga skalbaggar av släktet Pyrophorus i försvarssyfte.

### Attraktion av partner
Attraktion av partner meddelst bioluminiscens sker aktivt hos lysmaskar och eldflugor som använder periodiska blixtar under parningssäsongen.
I marina miljöer har bruk av bioluminiscens för att attrahera partners bara dokumenterats hos musselkräftor (för signalering på närhåll - feromoner kan användas för signalering på längre håll). Men, även hos andra organismer, t.ex. prickfiskar där vissa arter uppvisar könsdimorfism hos lysorganens placering, tros bioluminiscens spela roll.

### Försvar
Vissa tioarmade bläckfiskar och små kräftdjur använder blandningar av bioluminiscenta kemikalier eller bakterier på samma sätt som många bläckfiskar använder bläck. Ett lysande moln stöts ut som distraherar eller avskräcker angriparen medan bläckfisken eller kräftdjuret smiter iväg.

### Belysning
Många djuphavsfiskar, som exempelvis drakfiskartade fiskar, har lysorgan bakom ögonen för att lokalisera byten. Normalt är bioluminiscens i havet grön eller blå, men hos vissa av de drakfiskartade fiskarna inom familjen Stomiidae är ljuset rött, vilket hjälper dem att hitta byten med rött pigment - röd färg är annars osynlig i havsdjupen eftersom det röda ljuset är det som först försvinner med ökat vattendjup.

## Bioluminiscenta organismer

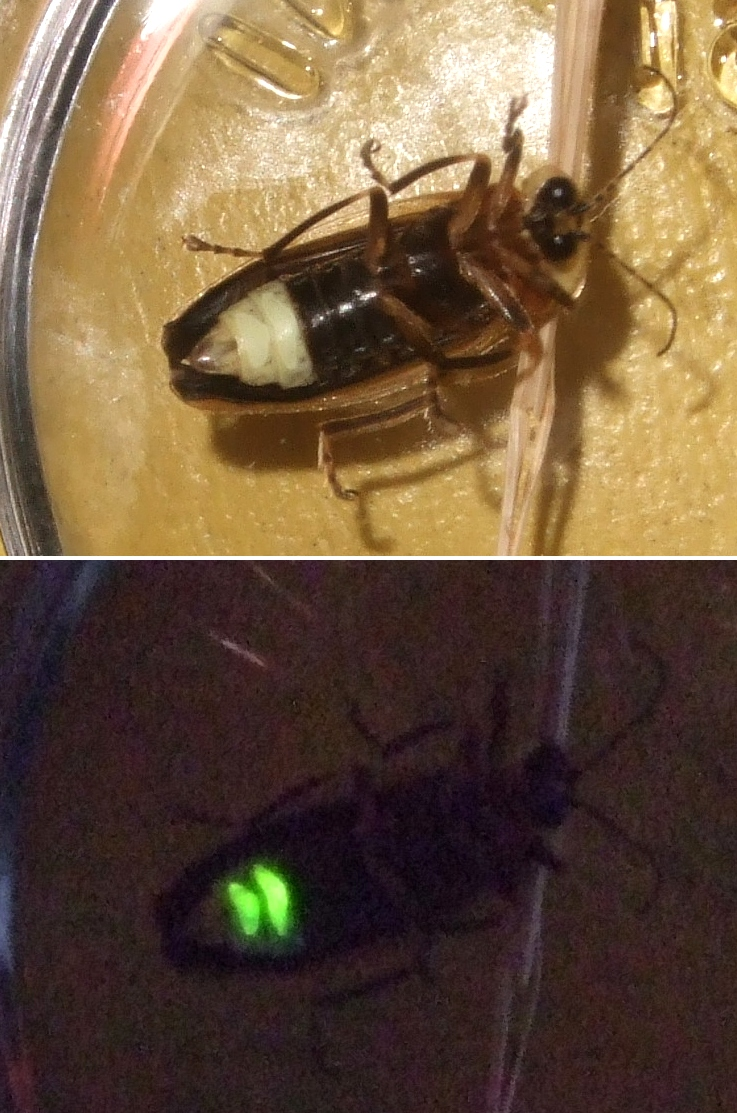
Eldfluga fotograferad med och utan blixt.

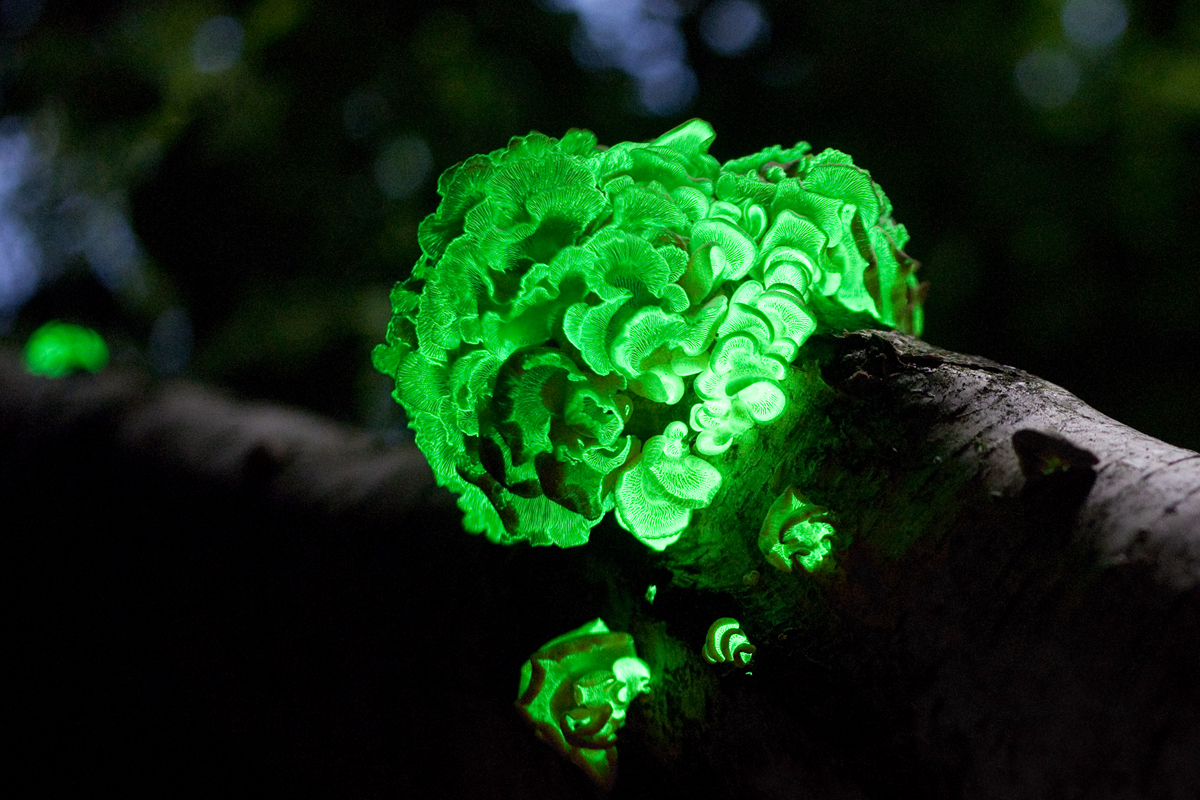
Epålettsvamp Panellus stipticus som finns i södra och mellersta Sverige och sällsynt längs kusten upp till Västerbotten.

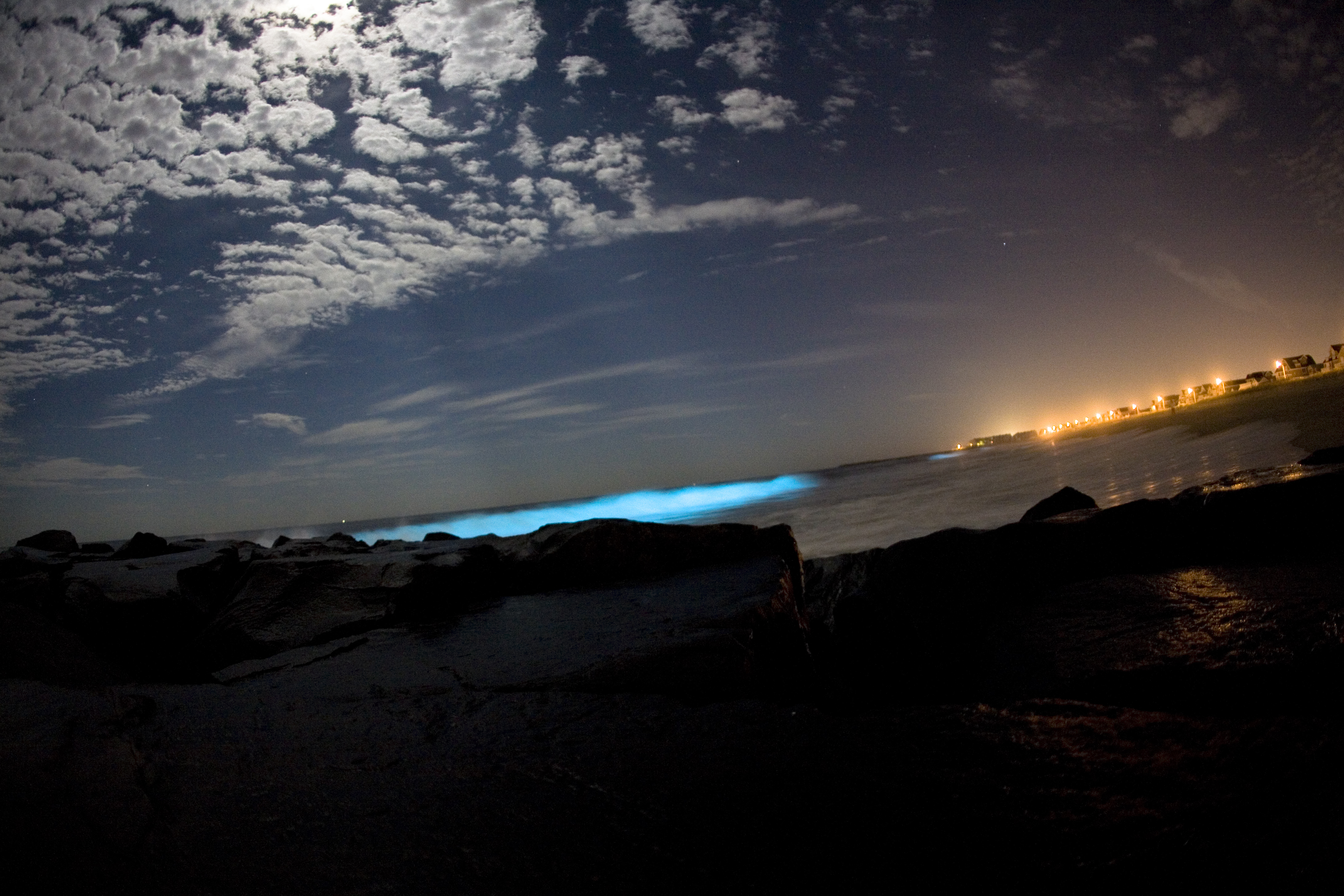
Mareld orsakad av massvis av plankton, som Noctiluca.

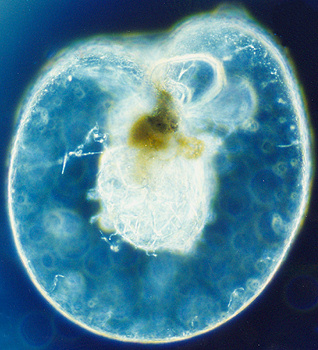
Noctiluca scintillans, en bioluminescent dinoflagellat som orsakar mareld.

Alla celler producerar någon form av bioluminiscens inom det elektromagnetiska spektrumet, men för det mesta är det inte synligt eller märkbart för blotta ögat. Varje organisms bioluminiscens är unik vad gäller våglängd, varaktighet, timing och regelbundenhet. Nedan följer en ofullständig lista över organismer som har konstaterats vara synbart bioluminscenta.

### Landlevande organismer
Djur:
- vissa leddjur
  - vissa urinsekter (Entognatha)
    - vissa hoppstjärtar

  - vissa insekter
    - vissa kackerlackor[11][12]
    - vissa skalbaggar
      - Lysmaskar (Lampyridae)
      - Knäppare (Elateridae)
      - Phengodidae
      - Rhagophthalmidae
      - Kortvingar (Staphylinidae)[13]

    - vissa tvåvingar omkring ett dussin kända bioluminiscenta arter i två familjer[14]
      - vissa svampmyggor (Mycetophilidae)
      - vissa platthornsmyggor (Keroplatidae)

  - vissa enkelfotingar
    - vissa Jordkrypare (Geophilomorpha)[15]
      - vissa storjordkrypare (Geophilidae)
        - Klippjordkrypare (Geophilus carpophagus)[16][17]
        - Linnés jordkrypare (Geophilus electricus)[18][17]

  - vissa dubbelfotingar
    - vissa Polydesmida
      - vissa Xystodesmidae 8 arter i släktet Motyxia
        - Motyxia[19][20]
- ett blötdjur
  - en snäcka
    - en "lungsnäcka"
      - en sydostasiatisk art: Quantula striata[20]
- vissa ringmaskar
  - vissa gördelmaskar
    - vissa fåborstmaskar
      - vissa Haplotaxida
        - Diplocardia longa (Acanthodrilidae)
        - Octochaetus (Acanthodrilidae)[12]
        - Diplotrema (Acanthodrilidae)[12]
        - En art Emlea (Enchytraeidae)[20]
        - Fridericia heliota (Enchytraeidae)[21]
        - Fletcherodrilus (Megascolecidae)[12]
        - Pontodrilus (Megascolecidae)[12]
        - Spenceriella (Megascolecidae)[12]

Svampar:
- vissa Basidiesvampar över 70 kända bioluminiscenta arter
  - vissa Agaricomycetes
    - vissa Skivlingar
      - vissa Marasmiaceae
        - Neonothopanus gardneri
        - vissa  Ompahlotus euopeiska bioluminiscenta arter listas nedan
          - Omphalotus illudens
          - Omphalotus olearius

        - Nothopanus noctilucens
        - vissa Honungsskivlingar (Armillaria)[20]
          - Armillaria gallica
          - honungsskivling (Armillaria mellea)
          - mörkfjällig honungsskivling (Armillaria solidipes)
          - Armillaria tabescens

        - Gerronema viridilucens

      - vissa Mycenaceae
        - vissa Panellus[20]
          - Epålettsvamp Panellus stipticus

        - flera arter av släktet Mycena[20] (europeiska bioluminiscenta arter listas nedan)
          - mjölkhätta (Mycena galopus)
          - blodhätta (Mycena haematopus)
          - tuvhätta (Mycena inclinata)
          - Mycena maculata
          - bruneggad hätta (Mycena olivaceomarginata)
          - silverhätta (Mycena polygramma)
          - rättikhätta (Mycena purus)
          - Mycena rorida
          - rosa rättikhätta (Mycena rosea)
          - mörkeggad blodhätta (Mycena sanguinolenta)
          - Sockelhätta (Mycena stylobates)
          - Mycena tintinnabulum
          - Fläckhätta (Mycena zephirus)

        - vissa Dictyopanus
        - Poromycena hanedai
        - Roridomyces irritans

      - vissa Musslingar (Pleurotaceae)
        - vissa Pleurotus

### Sötvattenslevande organismer
Det finns bara en känd bioluminiscent art som lever i sötvatten.
- ett blötdjur
  - en snäcka
    - en "lungsnäcka"
      - en nyzeeländsk art: Latia neritoides[20]

### Marina vertebrater
- broskfiskar
  - Squaliformes
    - Dalatiidae
      - Euprotomicroides en art Euprotomicroides zantedeschia
      - Euprotomicrus en art Euprotomicrus bispinatus
      - Heteroscymnoides en art Heteroscymnoides marleyi
      - Squaliolus 2 arter
      - Isistius 3 arter
        - cigarrhaj (Isistius brasiliensis)

    - Etmopteridae
      - Etmopterus 36 arter
      - Aculeola en art Aculeola nigra
      - Centroscyllium 7 arter
      - Miroscyllium en art Miroscyllium sheikoi
      - Trigonognathus en art Trigonognathus kabeyai

    - Oxynotidae en art Oxynotus centrina
- benfiskar minst 42 familjer i 11 ordningar uppvisar bioluminiscens
  - vissa marulkartade fiskar (Lophiiformes) 18(16) familjer, 64 släkten, 265 arter - följande 12(10) familjer har bioluminiscenta arter:
    - Chaunacidae 2 släkten, 16 arter
    - Centrophrynidae en art Centrophryne spinulosa
    - Ceratiidae 2 släkten, 4 arter
    - Himantolophidae ett släkte 20 arter
    - Diceratiidae 2 släkten, 6 arter
    - Melanocetidae ett släkte 5 arter
    - Thaumatichthyidae 2 släkten, 8 arter
    - Oneirodidae 16 släkten, 64 arter
    - Caulophrynidae 2 släkten, 5 arter
    - Neoceratiidae en art Neoceratias spinifer
    - Gigantactinidae 2 släkten, 23 arter
    - Linophrynidae 5 släkten, 29 arter

  - Alepocephaliformes
    - Platytroctidae 13 släkten, 39 arter
    - Bathylaconidae 2 släkten, 4 arter
    - Alepocephalidae 23 släkten, över 100 arter

  - beryxartade fiskar (Beryciformes)
    - lyktfiskar (Anomalopidae) 6 släkten, 8 arter
    - Monocentridae 2 släkten, 4 arter
      - Cleidopus gloriamaris
      - Monocentris 3 arter

  - pelikanålartade fiskar (Saccopharyngiformes)
    - pelikanålar (Eurypharyngidae) en art
      - pelikanål (Eurypharynx pelecanoides)

    - sväljarålar (Saccopharyngidae) ett släkte 
      - Saccopharynx 10 arter

    - Monognathidae ett släkte 
      - Monognathus 15 arter

    - Cyematidae 2 släkten
      - Cyema 1 art
      - Neocyema 1 art

  - Myctophiformes
    - prickfiskar (Myctophidae) 33 släkten, 246 arter, alla utom en art bioluminiscenta
    - Neoscopelidae 3 släkten, 6 arter

  - drakfiskartade fiskar (Stomiiformes) 4-5 familjer, över 50 släkten, nästan 400 arter
    - Gonostomatidae inkl. Dilophidae 8 släkten, 32 arter
      - Cyclothone 13 arter
        - storfjällig rundkäftfisk (Cyclothone microdon)

    - pärlemorfiskar (Sternoptychidae) 10 släkten, ungefär 70 arter
      - Argyropelecus 7 arter
        - Olfers silveryxa (Argyropelecus olfersi)
        - taggig pärlemorfisk (Argyropelecus aculeatus)

      - Maurolicus åtminstone 15 arter
        - laxsill (Maurolicus muelleri)

    - Phosichthyidae 7 släkten, 24 arter
    - Stomiidae 28 släkten, över 270 arter
      - Chauliodus 9 arter
        - huggormsfisk (Chauliodus sloani)

      - Astronesthes 48 arter
        - Astronesthes gemmifer

  - Argentiniformes
    - Bathylagidae
      - Opisthoproctus
      - Winteria

  - ålartade fiskar (Anguilliformes) en bioluminiscent art
    - havsålar (Congridae)
      - Lumiconger
        - Lumiconger arafura

  - paddfiskartade fiskar (Batrachoidiformes)
    - paddfiskar (Batrachoididae) underfamiljen Porichthyinae med 2 släkten som är bioluminiscenta
      - Aphos 1 art
      - Porichthys 14 arter

  - vissa abborrartade fiskar (Perciformes)
    - ponnyfiskar (Leiognathidae) 3 släkten, 41 arter
    - kardinalabborrfiskar (Apogonidae)
      - Apogon
      - Siphamia
      - Howella

  - torskartade fiskar (Gadiformes)
    - djuphavstorskfiskar (Moridae)
      - Physiculus

    - skolästfiskar (Macrouridae)
      - Caelorinchus
        - Spiritist (Caelorinchus caelorhincus)

      - Macrourus
      - Nezumia

### Marina evertebrater
- vissa nässeldjur
  - vissa koralldjur (Anthozoa)
    - vissa sjöpennor (Pennatulacea)
      - vissa Renillidae inkl. Renilla reniformis

    - vissa Läderkoraller (Alcyonacea)
      - vissa Alcyoniidae åtminstone en art,Eleutherobia grayi, är biolumimiscent
      - vissa Isididae

    - vissa Mångstråliga korallpolyper (Zoanthidea)
      - vissa Parazoanthidae

  - vissa maneter (Scyphozoa)[22]
    - vissa ringmaneter (Coronatae)
      - vissa Atollidae
        - Atolla

      - vissa Nausithoidae
        - Nausithoe

      - vissa Paraphyllinidae
        - Paraphyllina

      - vissa Periphyllidae
        - Periphylla periphylla
        - Periphyllopsis

    - vissa skivmaneter (Semaeostomeae)
      - vissa Pelagiidae
        - Lysmanet (Pelagia noctiluca)

      - Phacellophoridae med den enda arten Phacellophora camtschatica
      - vissa Ulmaridae
        - Poralia

  - vissa hydrozoer
    - vissa Leptomedusae
      - vissa Aequoreidae
        - Aequorea victoria

    - vissa Siphonophorae
- de flesta kammaneter
  - ctenophora
- en slemmask (Nemertea)
- vissa ringmaskar
  - vissa havsborstmaskar (Polychaeta)
    - vissa Aciculata
      - Amphinomidae
      - vissa Tomopteridae (Tomopteris nisseni producerar gult ljus)
      - vissa Syllidae

    - vissa Canalipalpata
      - vissa Chaetopteridae
      - vissa Terebellidae
      - vissa Flabelligeridae
- vissa mollusker
  - vissa musslor (Bivalvia)
    - vissa Myoida
      - vissa Pholadidae

  - vissa snäckor (Gastropoda)
    - vissa bakgälade snäckor (Opisthobranchia)
      - vissa nakensnäckor (Nudibranchia)

    - vissa framgälade snäckor (Prosobranchia)
      - vissa Planaxidae

  - vissa bläckfiskar (Cephalopoda) bioluminiscens hos åtminstone 70 släkten 
    - vissa Octopoda
      - Bolitaenidae två arter
        - Bolitaena pygmaea
        - Japetella diaphana

      - Stauroteuthidae ett släkte (Stauroteuthis) med 2 arter

    - Vampyromorphida en art Vampyroteuthis infernalis
    - Sepiolida
      - Idiosepiidae ett släkte Idiosepius med 7–8 arter
      - Sepiolidae 15 släkten, ungefär 65 arter

    - Teuthida
      - Cranchiidae
        - Kolossbläckfisk (Mesonychoteuthis hamiltoni)
        - Megalocranchia

      - Octopoteuthidae 2 släkten, 8–10 arter
        - Taningia danae

      - Mastigoteuthidae
      - Enoploteuthidae
        - Watasenia scintillans

      - Lolignidae
      - Ommastrephidae underfamiljen Ommastrephinae 6 släkten, 8 arter är bioluminiscenta
        - Humboldtbläckfisk (Dosidicus gigas)
- vissa leddjur
  - vissa havsspindlar (Pycnogonida) en bioluminiscent art
    - Pantopoda
      - Collossendeidaee
        - Collossendeis

  - vissa musselkräftor (Ostracoda)
    - vissa Myodocopida
    - vissa Halocyprida åtminstone 11 bioluminiscenta arter[23]

  - vissa Maxillopoda
    - vissa hoppkräftor (Copepoda)
      - vissa Calanoida
      - vissa Poecilostomatoida

  - vissa Malacostraca
    - lysräkor (Euphausiacea) 85 av 86 arter är bioluminiscenta
    - vissa märlkräftor (Amphipoda)
    - vissa pungräkor (Mysida)
    - vissa tiofotade kräftdjur (Decapoda)
      - vissa Äkta räkor (Caridea)
- vissa tagghudingar
  - vissa sjögurkor (Holothuroidea)
  - vissa ormstjärnor (Ophiuroidea)
  - vissa sjöstjärnor (Asteroidea)
  - vissa sjöliljor (Crinoidea)
- vissa pilmaskar (Chaetognatha) två arter
- vissa svalgsträngsdjur (Hemichordata)
  - vissa ollonmaskar (Enteropneusta)
- vissa ryggsträngsdjur
  - vissa manteldjur (Tunicata)
    - vissa salper (Thaliacea) två av tre ordningar uppvisar bioluminiscens
      - vissa Doliolida
      - vissa Pyrosomida

    - vissa appendikularier (Larvacea) bioluminiscenta arter finns i de flesta släkten
    - vissa sjöpungar (Ascidiacea) t.ex. Clavelina miniata

### Mikroorganismer
- bakterier
  - Vibrionaceae
    - Photobacterium fischeri/Vibrio fischeri
    - Photobacterium phosphoreum/Vibrio phosphoreum
    - Vibrio harveyi

  - Shewanellaceae, 
    - Shewanella hanedai
    - Shewanella woodyi
- radiolarier
- dinoflagellater (Dinoflagellata)
  - Alexandrium ostenfeldii[24]
  - Noctiluca scintillans
  - Gonyaulax
    - Gonyaulax polyedra

  - Pyrodimium bahamense[25]
  - Pyrocystis lunula

## Bioluminiscens i mytologi
Enligt Ramayana skall det finnas en bioluminiscent blomväxt i Himalaya kallad Sanjeevani booti (livgivande ört). Det finns en växt som kallas "Sanjeevani booti" av lokalbefolkningen, men det är en mosslummer (Selaginella bryopteris) och den är inte bioluminiscent (inga bioluminiscenta växter är kända).